# Suboestophora tarraconensis
Suboestophora tarraconensis is een slakkensoort uit de familie van de Trissexodontidae. De wetenschappelijke naam van de soort is voor het eerst geldig gepubliceerd in 1935 door Aguilar-Amat.